# Mazères-Lezons
Mazères-Lezons település Franciaországban, Pyrénées-Atlantiques megyében. Lakosainak száma 1831 fő (2022. január 1.). Mazères-Lezons Aressy, Bizanos, Gelos, Pau és Uzos községekkel határos.

## Népesség
A település népességének változása:
| Lakosok száma | 1894 | 1858 | 1891 | 1833 | 1820 | 1823 | 1817 | 1818 | 1831 |
|               | 2013 | 2015 | 2016 | 2017 | 2018 | 2019 | 2020 | 2021 | 2022 |